# Fältmalörtrotvecklare
Fältmalörtrotvecklare (Pelochrista infidana) är en fjärilsart som först beskrevs av Jacob Hübner 1824.  Fältmalörtrotvecklare ingår i släktet Pelochrista, och familjen vecklare. Enligt den finländska rödlistan är arten starkt hotad i Finland. Enligt den svenska rödlistan är arten nära hotad i Sverige. Arten förekommer i Götaland och Gotland. Artens livsmiljö är sandstränder vid Östersjön.